# Sint-Bernarduskapel (Ulicoten)
De Sint-Bernarduskapel is een kapel bij Ulicoten (Baarle-Nassau) die gelegen is in de Bollekens op het grondgebied van Meerle van de Belgische gemeente Hoogstraten. De kapel staat aan de Bosstraat net over de grens in België, maar is eigendom van de kerk in Ulicoten.
In de kapel bevindt zich een beeld van Sint-Bernardus waaraan de kapel is opgedragen, een kopie van het originele beeld.

## Geschiedenis
In 1469 bouwde men in Ulicoten een dorpskerk met kerktoren, de Sint-Bernarduskerk.
Toen de protestanten kwamen vluchtte de priester naar Baarle-Hertog en werd het kerkgebouw afgenomen. Het Bernardusbeeldje dat zich in het gebouw bevond werd verborgen voor de protestanten. Vlak over de grens bouwden de katholieken in 1654 op het grondgebied van Meerle een schuurkerk, de Sint-Bernarduskapel.
In 1797 verlieten ze de Sint-Bernarduskapel en gingen weer in de dorpskerk kerken.
In 1945 bouwde men op de plaats van de schuurkerk vlak over de grens in Meerle een kapel, de Sint-Bernarduskapel. Op 20 augustus 1945 werd deze kapel ingezegend.